# Adel Taarabt
Adel Taarabt (Mezguitem, 24 mei 1989) is een Marokkaans profvoetballer die bij voorkeur op het middenveld speelt. Hij verruilde Al-Nasr SC in januari 2025 voor Sharjah FC. Taarabt debuteerde in 2009 in het Marokkaans voetbalelftal.

## Carrière

### Tottenham Hotspur
Taarabt debuteerde in het seizoen 2006/07 in het betaald voetbal in het shirt van RC Lens. De Franse club verhuurde hem in januari 2007 voor een half jaar aan Tottenham Hotspur, dat hem daarna definitief overnam. De Engelse club betaalde zo'n vier miljoen euro voor hem.
Taarabt debuteerde binnen twee maanden voor de Spurs in de Premier League. De toen zeventienjarige Taarabt kwam tijdens een met 4-3 gewonnen wedstrijd uit bij West Ham United in de 85e minuut in het veld. Zijn eerste balcontact leidde gelijk indirect tot de 3-3; Taarabt dribbelde vanaf het middenveld naar de rand van het strafschopgebied. Nadat hij werd neergehaald, benutte Dimitar Berbatov de vrije trap. Het seizoen daarop mocht Taarabt zes keer meespelen, allemaal korte invalbeurten. Daarnaast viel hij ook driemaal in tijdens UEFA Cup-wedstrijden.

### Queens Park Rangers
Taarabt kreeg in het seizoen 2008/09 geen speeltijd meer bij Tottenham, op een invalbeurt van drie minuten na. De club verhuurde hem begin 2009 voor twee maanden Queens Park Rangers, op dat moment actief in de Championship. In de tweede maand veroverde hij er een basisplaats. Op basis daarvan verhuurde Tottenham Taarabt gedurende heel het seizoen 2009-2010 opnieuw aan Queens Park Rangers. Dat seizoen speelde hij 41 wedstrijden en maakte hij zeven doelpunten.
Queens Park Rangers nam Taarabt in augustus 2010 definitief over. Tottenham ontving daarvoor 775.000,- euro. Met Queens Park Rangers werd hij seizoen kampioen van de The Championship en promoveerde hij met de ploeg naar de Premier League. Taarabts aandeel in het bewerkstelligen van de promotie bedroeg negentien doelpunten en eenentwintig assists. Op zondag 10 mei 2015 degradeerde hij met Queens Park Rangers uit de Premier League. Manchester City versloeg de hekkensluiter op die dag met 6-0, waardoor degradatie een feit was.

### Benfica
Taarabt  tekende in juni 2015 een vijfjarig contract bij SL Benfica. Dat lijfde hem transfervrij in nadat Queens Park Rangers en hij in overleg zijn contract ontbonden. Na de voorbereiding op het seizoen 2015/16 met het eerste, keerde Taarabt niet meer terug in de basis bij de club. Taarabt kwam anderhalf jaar niet in actie voor Benfica en moest het doen met wedstrijden in het tweede. De Portugese club verhuurde hem in de winter van 2016 voor anderhalf jaar aan Genoa FC. Na een eerste halfjaar wennen werd Taarabt in het seizoen 2017/18 belangrijker in het team van Genoa. Hij kwam ondanks een blessure aan het eind van het seizoen tot 23 wedstrijden voor de club. In totaal speelde Taarabt 29 wedstrijden voor Genoa, waarin hij twee keer tot scoren kwam.
Na zijn periode bij Genoa moest Taarabt het nu laten zien bij Benfica. Na een tegenvallende start bleven zijn eerste minuten uit tot het einde van het seizoen. Taarabt kwam in dat seizoen in de laatste zes competitiewedstrijden in actie. In aanloop naar het seizoen 2019/20 verlengde Benfica het contract van Taarabt tot medio 2022. Hij veroverde in de voorbereiding een basisplaats. Na een succesvolle start werd Taarabt na vijf jaar weer eens opgeroepen voor  het Marokkaans elftal.
In oktober 2020 verlengde Benfica het contract van Taarabt opnieuw tot medio 2023.

## Clubstatistieken
| Seizoen | Club                  | Land                         | Competitie       | Wed. | Doelp. |
| ------- | --------------------- | ---------------------------- | ---------------- | ---- | ------ |
| 2006/07 | RC Lens               | Frankrijk                    | Ligue 1          | 1    | 0      |
| 2006/07 | → Tottenham Hotspur   | Engeland                     | Premier League   | 2    | 0      |
| 2007/08 | Tottenham Hotspur     | Engeland                     | Premier League   | 6    | 0      |
| 2008/09 | Tottenham Hotspur     | Engeland                     | Premier League   | 1    | 0      |
| 2008/09 | → Queens Park Rangers | Engeland                     | The Championship | 7    | 1      |
| 2009/10 | → Queens Park Rangers | Engeland                     | The Championship | 41   | 7      |
| 2010/11 | Queens Park Rangers   | Engeland                     | The Championship | 44   | 19     |
| 2011/12 | Queens Park Rangers   | Engeland                     | Premier League   | 27   | 2      |
| 2012/13 | Queens Park Rangers   | Engeland                     | Premier League   | 31   | 5      |
| 2013/14 | → Fulham FC           | Engeland                     | Premier League   | 12   | 0      |
| 2013/14 | → AC Milan            | Italië                       | Serie A          | 14   | 4      |
| 2014/15 | Queens Park Rangers   | Engeland                     | Premier League   | 7    | 0      |
| 2015/16 | SL Benfica            | Portugal                     | Primeira Liga    | 0    | 0      |
| 2016/17 | SL Benfica            | Portugal                     | Primeira Liga    | 0    | 0      |
| 2016/17 | → Genoa CFC           | Italië                       | Serie A          | 6    | 0      |
| 2017/18 | → Genoa CFC           | Italië                       | Serie A          | 22   | 2      |
| 2018/19 | SL Benfica            | Portugal                     | Primeira Liga    | 6    | 0      |
| 2019/20 | SL Benfica            | Portugal                     | Primeira Liga    | 24   | 1      |
| 2020/21 | SL Benfica            | Portugal                     | Primeira Liga    | 26   | 0      |
| 2021/22 | SL Benfica            | Portugal                     | Primeira Liga    | 23   | 1      |
| 2022/23 | Al-Nasr SC            | Verenigde Arabische Emiraten | VAE Liga         | 0    | 0      |
| Totaal  | Totaal                | Totaal                       | Totaal           | 300  | 43     |

Bijgewerkt t/m 24 september 2022

## Interlandcarrière
Taarabt debuteerde op 11 februari 2009 in het Marokkaans voetbalelftal, in een vriendschappelijke interland tegen Tsjechië. Voorheen maakte Taarabt deel uit van het Franse elftal -16, -17 en -18.
Op 3 juni 2011 kondigde hij zijn afscheid aan als Marokkaans international, na een dispuut met bondscoach Eric Gerets. Aanleiding hiervoor was dat Taarabt geen speelgelegenheid kreeg in een kwalificatiematch tegen Algerije. Op 9 oktober 2011 keerde hij terug en begon hij in de basis tegen Tanzania. Deze wedstrijd werd met 3-1 gewonnen. Taarabt nam zelf een van de doelpunten voor zijn rekening.
Na 5 jaar afwezigheid in de nationale ploeg selecteerde de nieuwe bondscoach Vahid Halilhodžić Taarabt voor de interlandperiodes in september en oktober 2019, nadat hij zich in de basis knokte bij zijn club SL Benfica. Hij maakte zijn rentree met een invalbeurt tegen Burkina Faso.

## Erelijst
Tottenham Hotspur
- League Cup

2008
 Queens Park Rangers
- Football League Championship

2010/11
 SL Benfica
- Primeira Liga

2015/16, 2018/19
- Supertaça Cândido de Oliveira

2016, 2019, 2020
 Sharjah FC
- AFC Cup

2024/25